# 扎利夏 (文尼察州)
48°18′52″N 28°48′57″E / 48.31444°N 28.81583°E
扎利夏（羅馬化：Zalissia）是烏克蘭的村落，位於該國西南部文尼察州，由圖利欽區負責管轄，始建於1800年，面積0.12平方公里，海拔高度282米，2001年人口36。